# Formação Nanxiong
A Formação Nanxiong (também conhecida como Formação Yuanpu) é uma formação geológica do Cretáceo Superior na Província de Guangdong, China. Restos de dinossauros estão entre os fósseis que foram recuperados da formação.

## Descrição
Consiste em leitos vermelhos siliciclásticos continentais, com fauna semelhante à da Formação Nemegt. Foi datado de cerca de 66,7 ± 0,3 milhões de anos atrás. É a unidade mais baixa da Bacia Nanxiong, um pequeno graben criado durante o surgimento das fendas do Mesozóico. Buck et al. afirmam que ele recobre a cave granítica jurássica e é conformavelmente recoberto pela Formação Shanghu. Esquemas estratigráficos alternativos para a bacia Nanxiong foram propostos, um dos quais se refere à sucessão Nanxiong como Grupo Nanxiong, e a divide nas formações Yuanfu, Zhutian e Zhenshui, e recobre a Formação Changba do Albiano ao Turoniano.

## Registro fóssil
| Chave de cores \| Taxon \| Táxon reclassificado \| Táxon falsamente relatado como presente \| Táxon duvidoso ou sinônimo júnior \| Ichnotáxon \| Ootaxa \| Morfotáxon \| |                      | Notas Táxons incertos ou provisórios estão em texto pequeno; táxons riscados estão desacreditados. |                                   |            |        |            |
| Taxon | Táxon reclassificado | Táxon falsamente relatado como presente                                                            | Táxon duvidoso ou sinônimo júnior | Ichnotáxon | Ootaxa | Morfotáxon |

### Crocodilianos
| Jiangxisuchus | J. nankangensis | Crânio e mandíbula quase completos | Um crocodilóide |  |

### Lagartos
| Chianghsia   | C. nankangensis | Um crânio parcial e mandíbulas inferiores                                                     | Um lagarto monstersauriano                                          |  |
| Tianyusaurus | T. zhengi       | Um crânio, mandíbula, primeiras oito vértebras cervicais e cinturas peitorais quase completas | Um lagarto polyglyphanodontiano, também conhecido da Formação Qiupa |  |

### Quelônios
| Jiangxichelys   | J. ganzhouensis                                               | Um casco completo                                                                     | Uma tartaruga nanhsiungchelyídea  |  |
| Nanhsiungchelys | N. wuchingensis                                               | Um esqueleto parcial                                                                  | Uma tartaruga nanhsiungchelyídea  |  |
| Oolithes        | O. elongatus, O. nanhsiungensis, O. rugustus e O. spheroides. | Ovo e ninhadas de ovos. Alguns deles provavelmente foram postos por Nanhsiungchelys.. | Ovos de tartaruga e/ou terópodes. |  |

### Dinossauros
| Gêneros          | Espécies      | Material                                                                               | Notas                            | Imagens |
| ---------------- | ------------- | -------------------------------------------------------------------------------------- | -------------------------------- | ------- |
| Theropoda indet. | Indeterminado | Um dente maxilar que difere da dentição dos tiranossaurídeos e carcarodontossaurídeos. | Um terópode notavelmente grande. |         |
| Theropoda indet. | Indeterminado | Vértebra dorsal isolada.                                                               | Um terópode.                     |         |

#### Ornithopoda
| Microhadrosaurus     | M. nanshiungensis | Mandíbula inferior parcial de um jovem com cerca de 2,6 m de comprimento | Um táxon hadrossaurídeo de nomen dubium . |  |
| Hadrosauropodus isp. | Indeterminado     | Pegadas de três dedos.                                                   | Um hadrossaurídeo.                        |  |

#### Oviraptorosauria
| Banji                    | B. long         | Crânio e mandíbula quase completos | Um oviraptorídeo                                                                     |  |
| Corythoraptor            | C. jacobsi      | Esqueleto quase completo, incluindo o crânio e a mandíbula inferior | Um oviraptorídeo com uma crista distinta semelhante a um casuar                      |  |
| Elongatoolithidae indet. | Indeterminado   | Três ovos com restos embrionários. | Ovos oviraptorídeos.                                                                 |  |
| Ganzhousaurus            | G. nankangensis | Mandíbula inferior, osso da perna, osso do quadril e vértebras caudais | Um oviraptorídeo transicional com características basais e derivadas                 |  |
| Huanansaurus             | H. ganzhouensis | Crânio quase completo, maxilar inferior, vértebras do pescoço, úmero, fragmentos de braço, parte inferior do fêmur direito, parte superior da tíbia direita e partes do pé direito | Um oviraptorídeo                                                                     |  |
| Jiangxisaurus            | J. ganzhouensis | Crânio incompleto, maxilar inferior, vértebras, cintura peitoral quase completa, membro anterior esquerdo, costelas e cintura pélvica parcialmente preservada                      | Um oviraptorídeo                                                                     |  |
| Macroolithus             | Indeterminado   | Cinco posturas contendo mais de 60 ovos. | Ovos de oviraptorídeos                                                               |  |
| Macroolithus             | Indeterminado   | Três ovos com restos embrionários. | Ovos de oviraptorídeos                                                               |  |
| Macroolithus             | M. yaotunensis  | Dois ovos com restos embrionários.. | Ovos de oviraptorídeos. As proporções esqueléticas assemelham-se a Heyuannia huangi  |  |
| Macroolithus             | M. yaotunensis  | Um ninho de 24 ovos associado a um oviraptorídeo adulto. | Ovos de oviraptorídeos                                                               |  |
| Nankangia                | N. jiangxiensis | Uma mandíbula inferior parcial, vértebras, ambas as escápulas coracóides, um úmero direito quase completo, ossos púbicos e algumas costelas dorsais                                | Um oviraptorídeo                                                                     |  |
| Oviraptoridae indet.     | Indeterminado   | Indivíduo fêmea preservando a cintura pélvica, algumas caudais e dois ovos dentro da cavidade abdominal.                                                                           | Uma fêmea oviraptorídea grávida                                                      |  |
| Oviraptoridae indet.     | Indeterminado   | Um adulto nidificando sobre um ninho de ovos, preservando as vértebras cervicais, os braços e a região pélvica.                                                                    | Um oviraptorídeo que representa o quinto táxon de nidificação.                       |  |
| Oviraptoridae indet.     | Indeterminado   | Um indivíduo fêmea preservando parte da cintura pélvica, membros posteriores e algumas caudais com dois ovos associados perto da região pélvica.                                   | Uma fêmea oviraptorídea grávida.                                                     |  |
| Shixinggia               | S. oblita       | Restos pós-cranianos esparsos sem o crânio | Um oviraptorídeo                                                                     |  |
| Tongtianlong             | T. limosus      | Esqueleto quase completo, partes dos braços, perna direita e cauda foram destruídas por explosões de TNT                                                                           | Um oviraptorídeo, a pose indica que ele pode ter morrido tentando se livrar da lama. |  |

#### Saurópodes
| Gannansaurus | G. sinensis     | Uma única vértebra dorsal quase completa e uma vértebra médio-caudal                                                                                       | Um saurópode intimamente relacionado com Euhelopus                                                                       |  |
| Jiangxititan | J. ganzhouensis | As três vértebras cervicais mais posteriores com duas costelas cervicais, articuladas com as quatro primeiras vértebras dorsais com três costelas dorsais. | Um lognkosauriano derivado provavelmente intimamente relacionado ao Mongolosaurus, mas não ao contemporâneo Gannansaurus |  |

#### Therizinosauridae
| Nanshiungosaurus | N. brevispinus | Onze vértebras cervicais, dez vértebras dorsais, seis vértebras sacrais e a pélvis. | Um terizinossaurídeo. |  |

#### Tyrannosauridae
| Asiatyrannus           | A. xui        | Um crânio e elementos pós-cranianos (partes da perna e vértebras caudais)                                     | Um tiranossauríneo asiático contemporâneo a Qianzhousaurus.                |  |
| Qianzhousaurus         | Q. sinensis   | Um crânio, maxilar inferior, vértebras, ambas as escápulas coracóides, um fêmur esquerdo e uma tíbia esquerda | Um tiranossaurídeo, poderia representar uma terceira espécie de Alioramus. |  |
| Tyrannosauridae indet. | Indeterminado | Dois dentes isolados.                                                                                         | Um tiranossaurídeo                                                         |  |
| Tyrannosauridae indet. | Indeterminado | Dente grande e bem preservado.                                                                                | Um tiranossaurídeo                                                         |  |